# Intermodulation
L'intermodulation est une distorsion fréquentielle sur un signal multifréquence, due à la présence de non-linéarités ou de variations temporelles dans le système. L'intermodulation forme des composantes fréquentielles supplémentaires, à des fréquences qui ne sont pas seulement des harmoniques (multiples entiers) des fréquences d'origine, comme pour la distorsion harmonique, mais aussi à des fréquences de somme et de différence des fréquences d'origine.
En pratique, l'intermodulation est gênante sur certains amplificateurs, en particulier à haute fréquence, pour les radiocommunications, et provoque des phénomènes d'interférence. Elle est également impliquée dans des défauts de transducteur, notamment électro-acoustiques.

## Description
Un amplificateur linéaire parfait restitue sur sa sortie un signal de plus grande amplitude, mais de même forme que le signal d'entrée. Si le signal de sortie n'a pas la forme du signal d'entrée, on dit qu'il y a distorsion. Il y a distorsion si:
1. le spectre du signal d'entrée n'entre pas dans la bande passante de l'amplificateur ;
2. la phase ne varie pas linéairement en fonction de la fréquence (distorsion de temps de propagation de groupe) ;
3. il y a une non linéarité d'amplitude.

Cette dernière distorsion est dite distorsion harmonique. Une sinusoïde en entrée donnera une autre forme d'onde en sortie qu'on peut décomposer en une fondamentale de même fréquence que celle présente à l'entrée et une série d'autres, de fréquences multiples, les harmoniques. C'est dans ce cas que l'intermodulation apparaîtra.
Le problème de l´intermodulation se pose lorsqu'un amplificateur amplifie des signaux de forme complexe. On mesure les caractéristiques d'intermodulation d'un amplificateur en appliquant simultanément à l'entrée de celui-ci deux signaux sinusoïdaux, de niveaux identiques, et de fréquences F1 et F2.
- Si l'amplificateur est parfaitement linéaire, on retrouve sur sa sortie les deux signaux superposés, de fréquences F1 et F2, et seulement ceux-ci.
- S'il n'est pas parfaitement linéaire, on retrouvera en sortie, d'autres fréquences en plus de F1 et F2.

On retrouvera par exemple les fréquences F1+F2, la fréquence F1-F2, la fréquence 2F1- F2, et d'une façon générale, on pourra retrouver n.F1+m.F2 où n et m sont des entiers relatifs.
Si n=0, le produit issu de m est une harmonique du signal utile.
Les produits du troisième ordre (n=2, m=-1 et m=2, n=-1) sont particulièrement gênants, car ils sont souvent proches des signaux utiles, ou dans la bande utile de l'amplificateur. Pour cette raison, les amplificateurs sont souvent caractérisés par l'intermodulation d'ordre trois, grâce au « point d'interception ».
Les canaux de télévision sont séparés par des intervalles de fréquence seulement légèrement supérieurs aux fréquences des signaux transmis par leur fréquence porteuse.
Un amplificateur insuffisamment linéaire qui amplifie les signaux de canaux TV peut ainsi créer des signaux parasites sur d'autres canaux, et provoquer un brouillage de ces derniers.

### Ordre de l'intermodulation
Quelle que soit la caractéristique de l'amplificateur, on peut, par un développement en série de Taylor, donner une valeur approchée de cette courbe autour du point de fonctionnement par un polynôme.
Un niveau d'intermodulation d'ordre n est lié au coefficient du terme de puissance n de ce polynôme
L'ordre de l'intermodulation est égal à la valeur absolue de n plus la valeur absolue de m.

### Point d'interception
Les ingénieurs spécifient les caractéristiques d'intermodulation d'un amplificateur par le "point d'interception", qui doit être défini "en entrée" ou "en sortie". Par exemple, si un amplificateur possède un point d'interception du troisième ordre de valeur IP3 en sortie, et s'il sort deux signaux utiles F1 et F2 de niveau égaux à P, il sortira également des signaux parasites sur {\displaystyle 2F_{2}-F_{1}} et sur {\displaystyle 2F_{1}-F_{2}}, de niveaux {\displaystyle IMD=3P-2IP3} (les puissances P, IP3 et IMD sont exprimées en dBm).
Le point d'interception est un paramètre important des amplificateurs linéaires en RF. Une erreur souvent commise dans la définition du point d'interception, c'est de ne pas préciser s'il s'agit du IP3 en entrée ou du IP3 en sortie. Pour les amplificateurs de puissance, on a coutume de parler du IP3 out, et pour les amplificateurs bas niveau et faible bruit, on parlera du IP3 In. Les produits "in" sont les niveaux ramenés en entrée, c'est-à-dire les niveaux en sortie auxquels on retranche le gain de l'amplificateur (en dB).
Un amplificateur "sort" deux signaux utiles sinusoïdaux (deux "raies" spectrales) , de fréquences F1 et F2, et  de niveaux identiques de  +7 dBm chacun. Son point d'interception IP3(out) est donné égal à +30 dBm. Dans ces conditions, seront présents également en sortie, les produits d'intermodulation du 3e ordre IP3out sur {\displaystyle 2F_{2}-F_{1}} et {\displaystyle 2F_{1}-F_{2}}, de niveaux : 
*IMD3 = 3.(7 dBm) - 2.(30 dBm) = -39dBm
Si le gain de cet amplificateur est de 20 dB, le « IP3 in » sera de 10 dBm, les signaux utiles en entrée seront à −13 dBm, et les produits d'intermodulation fictifs « ramenés » en entrée seront de −59 dBm.
Bien entendu, ces formules ne sont valides que si les produits calculés « tombent » dans la bande passante de l'amplificateur.

## Intermodulation en électro-acoustique
Les signaux électro-acoustiques sont la plupart du temps des signaux harmoniques. On y observe un mélange d'une fréquence fondamentale avec des harmoniques d'ordre 2, 3, etc. La perception musicale dépend de l'harmonicité des partiels. Dans un accord, les fréquences fondamentales sont approximativement dans un rapport simple : 3/2 et 5/4 par exemple pour la quinte et la tierce majeure de l'accord parfait. Cependant, les produits d'intermodulation de partiels harmoniques ne sont pas dans l'harmonie, ils se perçoivent comme dissonants. En termes familiers, on dit que « ça sonne comme une casserole ».
Comme les signaux audio sont également caractérisés par des transitoires importantes, on s'est occupé, pendant les vingt premières années au moins de l'introduction des amplificateurs de puissance à transistors, à réduire la distorsion transitoire perçue comme de la distorsion d'intermodulation
On se préoccupe d'intermodulation dans la fabrication des microphones et haut-parleurs, dont les membranes sont affectées de caractéristiques non linéaires, particulièrement aux niveaux élevés de signal. Si les produits d'intermodulation tombent dans le spectre audible, ils nuisent à la qualité de la transduction.
Dans un cas extrême, l'amplificateur pour guitare électrique, que les musiciens affectent volontairement d'une forte distorsion, crée, lorsque le musicien joue un accord, des produits d'intermodulation qui ont été, selon des observateurs, une des raisons pour la mode du jeu une note à la fois de la guitare électrique, par opposition au jeu en arpèges ou en accords existant avec la guitare acoustique.
L'analyse vibroacoustique des instruments de musique, notamment le cor, montre que des non-linéarités du matériau conduisent également à des inharmonicités, qui ne peuvent être considérées comme des distorsions puisqu'il s'agit de source, mais qui relèvent de l'intermodulation, dans leur genèse et leur explication.

### L'intermodulation comme épreuve de linéarité
On se sert, pour les appareils électro-acoustiques, d'un test d'intermodulation pour juger de leur linéarité. Cet essai est plus simple à réaliser qu'une analyse de la distorsion harmonique.